# (1293) Соня
(1293) Соня (лат. Sonja) — астероид, относящийся к группе астероидов пересекающих орбиту Марса, который принадлежит к светлому спектральному классу S. Он был обнаружен 26 сентября 1933 года бельгийским астрономом Эженом Дельпортом в обсерватории Уккел в Германии. Происхождение названия точно неизвестно, но предполагается, что оно может быть производным от последних букв временного обозначения астероида.

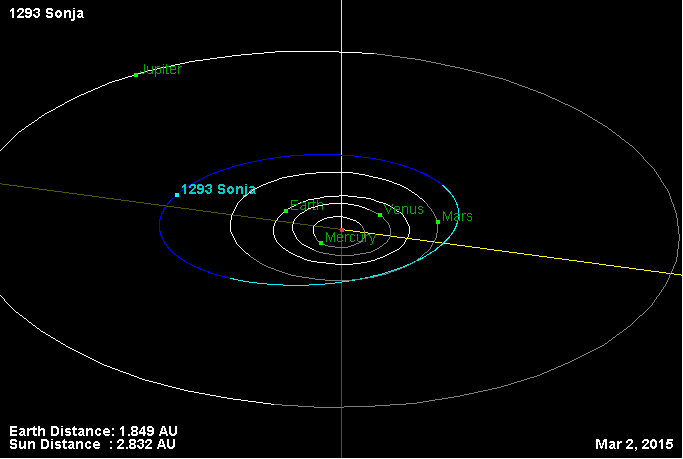
Орбита астероида Соня и его положение в Солнечной системе